# Isolepis fluitans
Isólepis flúitans (лат.) — водное травянистое растение, вид рода Изолепис (Isolepis) семейства Осоковые (Cyperaceae).

## Ботаническое описание
Небольшое многолетнее водное (редко наземное) травянистое растение до 40 см высотой, с тонким корневищем. Стебли до 50—130 см длиной, до 1 мм толщиной, сплюснутые, жёлто-зелёные, продольно полосчатые, ветвящиеся.
Листья до 10 см длиной и около 2 мм шириной, узколинейные, с острым концом, с 3—4 жилками.
Соцветия — одиночные яйцевидные колоски 2—5 мм длиной, состоящие из 3—5 цветков. Цветки с 2—3 рыльцами, с 2—3 тычинками. Колосковые чешуи 2—2,5 мм длиной, светло-зеленоватые, по краю иногда красно-коричневые.
Плоды — обратнояйцевидные сплюснуто-трёхгранные орешки 1,2—1,5 мм длиной, обыкновенно беловатые или желтоватые, на верхушке с неопадающим основанием пестика.

## Распространение
Широко распространённый в Африке, Европе, Азии, Австралии вид. Встречается на болотах, по ручьям, в том числе в горах. Первоначальный ареал растения не установлен.

## Таксономия и систематика

### Синонимы
- Baeothryon fluitans (L.) Friche-Joset & Montandon, 1856
- Clavula fluitans (L.) Dumort., 1827
- Cyperus fluitans (L.) Missbach & E.H.L.Krause, 1900
- Dichostylis fluitans (L.) Rchb., 1830
- Eleocharis fluitans (L.) Hook., 1830
- Eleogiton curvula Nees, 1834
- Eleogiton fascicularis Nees, 1836
- Eleogiton fluitans (L.) Link, 1827
- Isolepis curvula (Nees) Kunth, 1837
- Isolepis fascicularis (Nees) Kunth, 1837
- Isolepis giraudyi Steud., 1855
- Isolepis intricata Steud., 1855
- Schoenoplectus fluitans (L.) Palla, 1905
- Scirpidiella fluitans (L.) Rauschert, 1983
- Scirpus amazonicus Beetle, 1944
- Scirpus fluitans L., 1753basionym
- Scirpus giraudyi (Steud.) Boeckeler, 1870
- Scirpus stolonifer Roth, 1794